# Noncourt-sur-le-Rongeant
Noncourt-sur-le-Rongeant település Franciaországban, Haute-Marne megyében. Lakosainak száma 173 fő (2022. január 1.). Noncourt-sur-le-Rongeant Annonville, Poissons, Sailly, Saint-Urbain-Maconcourt és Thonnance-les-Moulins községekkel határos.

## Népesség
A település népességének változása:
| Lakosok száma | 281  | 256  | 215  | 180  | 175  | 178  | 176  | 177  | 175  | 173  |
|               | 1968 | 1982 | 1990 | 2006 | 2013 | 2015 | 2017 | 2019 | 2020 | 2022 |